# Liste der Kulturdenkmale in Radebeul-Serkowitz

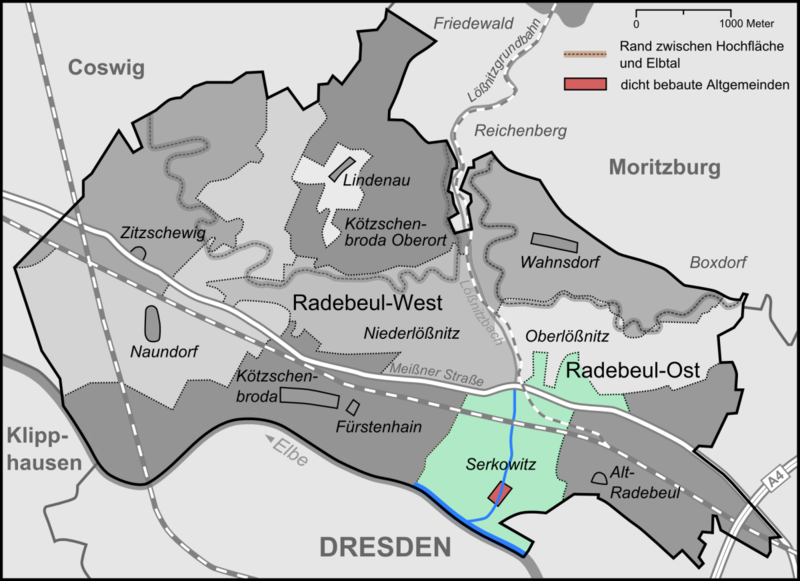
Übersicht über die Lage der Radebeuler Stadtteile, Serkowitz farblich markiert

Die Liste der Kulturdenkmale in Radebeul-Serkowitz gibt eine Übersicht über die Kulturdenkmale im Stadtteil Serkowitz der sächsischen Stadt Radebeul anhand des Stands der Denkmalliste vom 24. Mai 2012.
Eine weitere Liste zeigt ehemalige Bau- / Kulturdenkmale dieses Stadtteils.
Einen Überblick über die Radebeuler Kulturdenkmale gibt die Liste der Kulturdenkmale in Radebeul, eine Zusammenfassung aller Adressen mit Kulturdenkmalen gibt die Liste der Kulturdenkmaladressen in Radebeul. Die Zuordnung der Straßen zum Stadtteil findet sich in der Liste der Straßen und Plätze in Radebeul-Serkowitz.
Grundlage der Auflistung sind die angegebenen Quellen. Diese Angaben ersetzen nicht die rechtsverbindliche Auskunft der zuständigen Denkmalschutzbehörde.

## Legende
Die in der Tabelle verwendeten Spalten listen die im Folgenden erläuterten Informationen auf:
- Name, Bezeichnung: Bezeichnung des einzelnen Objekts.
- Adresse, Koordinaten: Heutige Straßenadresse, Lagekoordinaten.
- Kennung: Die von der Denkmalpflege verwendete Kennung für Nebenobjekte (z. B. Adressen ohne und mit „a“, Adresse mit 9000er Angabe, dazu Ergänzungen mit „-I“).
- Datum: Besondere Baujahre, so weit bekannt oder ableitbar, teilweise auch Datum der Ersterwähnung der Liegenschaft.
- Baumeister, Architekten: Baumeister, Architekten und weitere Kunstschaffende.
- Denkmalumfang, Bemerkung: Nähere Erläuterung über den Denkmalstatus, Umfang der Liegenschaft und ihre Besonderheiten.[1]
- Bild: Foto des Hauptobjekts.

## Liste der Kulturdenkmale
| Name, Bezeichnung | Adresse, Koordinaten                                   | Kennung                   | Datum                                 | Baumeister, Architekten                                                                       | Denkmalumfang, Bemerkung | Bild |
| --- | ------------------------------------------------------ | ------------------------- | ------------------------------------- | --------------------------------------------------------------------------------------------- | --- | --- |
| Lößnitzgrundbahn | (Kleinbahntrasse)                                      | Kleinbahntrasse 9000      | 1883/84                               |                                                                                               | Trasse der Schmalspurbahn sowie Durchlässe (darunter gemauerte Bögen), Teile der Stützmauer und Fernmeldefreileitung                                               | Ein Lößnitzdackel kreuzt die Straßenbahngleise am Weißen Roß |
| Dreiseithof Altserkowitz 1 | Altserkowitz 1 (Lage)                                  | Altserkowitz 9001-I       | 1714, 1845, 1856, 1861, 1990          |                                                                                               | Nördliches Auszugshaus, Kumthalle, Scheune und Toranlage eines Dreiseithofs                                                                                        | Dreiseithof Altserkowitz 1 |
| Dreiseithof Altserkowitz 1 | Altserkowitz 1 (Lage)                                  | Altserkowitz 9001-II      | 1714, 1845, 1856, 1861, 1990          |                                                                                               | Nördliches Auszugshaus, Kumthalle, Scheune und Toranlage eines Dreiseithofs                                                                                        | Dreiseithof Altserkowitz 1: Scheune |
| Dreiseithof Altserkowitz 3 | Altserkowitz 3 (Lage)                                  |                           | 1804, 1826, 1861, 1899                |                                                                                               | Wohnhaus, Auszugshaus und Toranlage eines ehemaligen Dreiseithofs, Inschriftentafel am Giebel                                                                      | Dreiseithof Altserkowitz 3 |
| Dreiseithof Altserkowitz 3 | Altserkowitz 3 (Lage)                                  | Altserkowitz 9003         | 1804, 1826, 1861, 1899                |                                                                                               | Auszugshaus eines ehemaligen Dreiseithofs | Dreiseithof Altserkowitz 3 |
| Dreiseithof Altserkowitz 4 | Altserkowitz 4 (Lage)                                  |                           | um 1860, 1884/85                      | F. W. Eisold                                                                                  | Wohnhaus eines Bauernhofes | Dreiseithof Altserkowitz 4 |
| Schäferhof | Altserkowitz 14 (Lage)                                 |                           | Anfang 19. Jh.                        |                                                                                               | Wohnhaus und Nebengebäude eines kleinen Hofs, Grundstück vor der ehemaligen Talmühle                                                                               | Schäferhof Altserkowitz 14 |
| Schäferhof | Altserkowitz 14 (Lage)                                 | Altserkowitz 9014         | Anfang 19. Jh.                        |                                                                                               | Nebengebäude eines kleinen Hofs | Schäferhof Altserkowitz 14 |
| Bauernhof Altserkowitz 15 | Altserkowitz 15 (Lage)                                 |                           | um 1800, 1887                         | F. A. Bernhard Große (Anbau)                                                                  | Wohnhaus und Scheune eines Bauernhofs | Bauernhof Altserkowitz 15 |
| Bauernhof Altserkowitz 15 | Altserkowitz 15 (Lage)                                 | Altserkowitz 9015-I       | um 1800                               |                                                                                               | Scheune eines Bauernhofs | Bauernhof Altserkowitz 15, Scheune |
| Bauernhof Altserkowitz 15 | Altserkowitz 15 (Lage)                                 | Altserkowitz 9015-II      | 1887                                  | F. A. Bernhard Große (Anbau)                                                                  | Anbau an das Wohnhaus eines Bauernhofs | Bauernhof Altserkowitz 15, Anbau |
| Kirchner-Hof | Altserkowitz 19 (Lage)                                 |                           | um 1780                               |                                                                                               | Abgewinkeltes Auszugshaus mit Ställen und Oberlaube, Teil eines ehemaligen Vierseithofs, Fachwerk im OG                                                            | Kirchner-Hof |
| Zweiseithof Altserkowitz 20 | Altserkowitz 20 (Lage)                                 |                           | 1815, 1933                            |                                                                                               | Wohnstallhaus, Scheune und Toranlage eines Bauernhofs | Zweiseithof Altserkowitz 20 |
| Zweiseithof Altserkowitz 20 | Altserkowitz 20 (Lage)                                 | Altserkowitz 9020         | 1815, 1933                            |                                                                                               | Scheune eines Bauernhofs | Zweiseithof Altserkowitz 20, Scheune |
| Villa „Sibi et Amicis“, Johannishof | Augustusweg 1 (Lage)                                   |                           | um 1870, 1914                         | Gebrüder Ziller                                                                               | Villa mit Nebengebäude und Einfriedung? | Villa „Sibi et Amicis“ |
| Villa „Sibi et Amicis“, Johannishof | Augustusweg 1a (Lage)                                  | Augustusweg 9001          | um 1870, 1914                         | Gebrüder Ziller                                                                               | Nebengebäude zur Villa | Villa „Sibi et Amicis“, Nebengebäude Nr. 1a |
| Haltepunkt Weißes Roß | Augustusweg 2 (Lage)                                   |                           | 1884, um 1908                         |                                                                                               | Kleinbahnstation. Haltepunkt mit Empfangsgebäude (Massiv) und Wartehalle (Holz)                                                                                    | Haltepunkt Weißes Roß, im Hintergrund oben der Bismarckturm (Radebeul) |
| Haltepunkt Weißes Roß | Augustusweg 2 (Lage)                                   | Augustusweg 9002          | 1884, um 1908                         |                                                                                               | Haltepunkt „Weißes Roß“ mit Empfangsgebäude (Massiv) und Wartehalle (Holz)                                                                                         | Haltepunkt Weißes Roß, im Hintergrund oben der Bismarckturm (Radebeul) |
| Villa Gustav Ziller | Augustusweg 3 (Lage)                                   |                           | 1869                                  | Gebrüder Ziller                                                                               | Villa. Bewohner: Gustav Ziller, Otto Ziller, Bernhard Weyrather, Helmut Heinze                                                                                     | Villa Gustav Ziller |
| Villa Moritz Ziller, Geschäftslokal Gebrüder Ziller | Augustusweg 5 (Lage)                                   |                           | 1848, 1870                            | Christian Gottlieb Ziller, Gebrüder Ziller                                                    | Villa mit Nebengebäude und Einfriedung. Erwähnung im Dehio. Bewohner: Moritz Ziller                                                                                | Wohnhaus Moritz Zillers, von der Hoflößnitzstraße aus |
| Villa Moritz Ziller | Augustusweg 5 (Lage)                                   | Augustusweg 9005          | 1870                                  | Gebrüder Ziller                                                                               | Nebengebäude zur Villa. Bewohner: Moritz Ziller | Geschäftslokal Gebrüder Ziller |
| Trafostation Augustusweg | Augustusweg, Ecke Nizzastraße (Lage)                   | Augustusweg 9000          | um 1950                               | Reinhold Langner                                                                              | Trafohäuschen mit Plastiken von Reinhold Langner | Trafohaus mit zwei hölzernen Figuren von Reinhold Langner |
| Mietshaus Augustusweg 13a | Augustusweg 13a (Lage)                                 |                           | 1905, 2006                            | Paul Becher                                                                                   | Mietshaus mit Jugendstilfassade, in Ecklage. Ehemals Rosenstraße 19                                                                                                | Mietshaus Augustusweg 13a |
| Haus Pinkes | Augustusweg 18 (Lage)                                  |                           | 1860/70                               | Gebrüder Ziller                                                                               | Villa. Bewohner: Günter Schmitz | Villa im Augustusweg 18 |
| Villa Augustusweg 22 | Augustusweg 22 (Lage)                                  |                           | um 1870                               | Gebrüder Ziller                                                                               | Villa | Villa Augustusweg 22 |
| Gehöft Bahnsteg 1 | Bahnsteg 1 (Lage)                                      |                           | 1822, 1932, 1947                      | Max Czopka (Anbau)                                                                            | Wohnhaus, Stall und Scheune eines ehemaligen Bauernhofs | Gehöft Bahnsteg 1 |
| Gehöft Bahnsteg 1 | Bahnsteg 1 (Lage)                                      | Bahnsteg 9001-I           | 1822, 1932, 1947                      |                                                                                               | Wohnhaus, Stall und Scheune eines ehemaligen Bauernhofs | Gehöft Bahnsteg 1 Stall |
| Gehöft Bahnsteg 1 | Bahnsteg 1 (Lage)                                      | Bahnsteg 9001-II          | 1822, 1932, 1947                      |                                                                                               | Wohnhaus, Stall und Scheune eines ehemaligen Bauernhofs | Gehöft Bahnsteg 1 Scheune |
| Villa Bennostraße 2 | Bennostraße 2 (Lage)                                   |                           | 1864                                  | Gebrüder Ziller                                                                               | Villa mit Nebengebäude, Torpfeilern und Einfriedung (Plastik im Garten)                                                                                            | Villa Bennostraße 2 |
| Villa Bennostraße 2 | Bennostraße 2 (Lage)                                   | Bennostraße 9002          |                                       | Gebrüder Ziller                                                                               | Nebengebäude zur Villa | Villa Bennostraße 2: Nebengebäude |
| Haus Höhne | Bergblick 2 (Lage)                                     |                           | 1926                                  | Alwin Höhne                                                                                   | Villa mit Terrassierung, Brunnenhaus und Einfriedung. Besitzer: Alwin Höhne                                                                                        | Haus Höhne mit Toranlage |
| Haus Höhne | Bergblick 2 (Lage)                                     | Bergblick 9002            | 1926                                  | Alwin Höhne                                                                                   | Garten zum Anwesen. Besitzer: Alwin Höhne | Garten zum Anwesen Haus Höhne |
| Villa Trauteck | Bergblick 3 (Lage)                                     |                           | 1900–02                               | Gebrüder Ziller                                                                               | Villa | Villa Trauteck |
| Villa Engel | Dr.-Schmincke-Allee 1a (Lage)                          |                           | 1879                                  | Gebrüder Ziller (Entwurf), F. W. Eisold (Bau)                                                 | Villa. Bewohner: Ernst Engel | Villa Engel |
| Wohnhaus Selma Zschocke | Dr.-Schmincke-Allee 1c (Lage)                          |                           | 1935                                  | Max Czopka (Entwurf), F. W. Eisold (Bau)                                                      | Wohnhaus | Wohnhaus Selma Zschocke |
| Villa Dr.-Schmincke-Allee 2 | Dr.-Schmincke-Allee 2 (Lage)                           |                           | 1882                                  | F. W. Eisold                                                                                  | Mietvilla | Villa Dr.-Schmincke-Allee 2 |
| Villa Dr.-Schmincke-Allee 3 | Dr.-Schmincke-Allee 3 (Lage)                           |                           | 1877                                  | F. W. Eisold, August Große (Nebengebäude)                                                     | Mietvilla | Villa Dr.-Schmincke-Allee 3 |
| Villa Dr.-Schmincke-Allee 4 | Dr.-Schmincke-Allee 4 (Lage)                           |                           | 1882–84                               | F. W. Eisold, Carl Käfer (Entwurf Aufstockung)                                                | Mietvilla | Villa Dr.-Schmincke-Allee 4 |
| Villa Friedrich Wilhelm Streil | Dr.-Schmincke-Allee 5 (Lage)                           |                           | 1880/81                               | F. W. Eisold                                                                                  | Mietvilla | Villa Friedrich Wilhelm Streil |
| Villa Dr.-Schmincke-Allee 8 | Dr.-Schmincke-Allee 8 (Lage)                           |                           | 1882/84                               | F. W. Eisold, August Große (Entwurf)                                                          | Mietvilla | Villa Dr.-Schmincke-Allee 8 |
| Villa Dr.-Schmincke-Allee 9 | Dr.-Schmincke-Allee 9 (Lage)                           |                           | 1873/75                               | August Große (Entwurf), F. W. Eisold (Bau)                                                    | Mietvilla mit Nebengebäude | Villa Dr.-Schmincke-Allee 9 |
| Villa Dr.-Schmincke-Allee 10 | Dr.-Schmincke-Allee 10 (Lage)                          |                           | 1892–96                               | Gebrüder Ziller                                                                               | Villa. Bewohner: Alfred Pasternak, Luise Pasternak | Villa Dr.-Schmincke-Allee 10 |
| Villa Emma | Dr.-Schmincke-Allee 11 (Lage)                          |                           | 1893                                  | Gebrüder Ziller                                                                               | Mietvilla mit Holzveranda | Villa Emma, Dr.-Schmincke-Allee 11 |
| Villa Dr.-Schmincke-Allee 13 | Dr.-Schmincke-Allee 13 (Lage)                          |                           | 1892/93                               | Gebrüder Ziller                                                                               | Mietvilla mit Einfriedung | Villa Dr.-Schmincke-Allee 13 |
| Villa Dr.-Schmincke-Allee 16 | Dr.-Schmincke-Allee 16 (Lage)                          |                           | 1891–93                               | Gebrüder Ziller                                                                               | Mietvilla mit Einfriedung | Villa Dr.-Schmincke-Allee 16 |
| Mietvilla Dr.-Schmincke-Allee 19 | Dr.-Schmincke-Allee 19 (Lage)                          |                           | 1892–94                               | Gebrüder Ziller                                                                               | Mietvilla mit Remisengebäude und Einfriedung. Eine der vier Villen, die errichtet wurden, um das Rondell Dr.-Schmincke-Allee einzufassen. Bewohner: Neumann Verlag | Mietvilla Dr.-Schmincke-Allee 19, am südwestlichen Rand des Fontainenplatzes. |
| Fontainenplatz, Rondell Dr.-Schmincke-Allee | Dr.-Schmincke-Allee 18–21 (Lage)                       |                           | 1890–92                               | Gebrüder Ziller, Wilhelm Eisold                                                               | Städtebauliches Ensemble aus Villen und Rondell, Platz mit Grünanlage, Fontäne und Figurengruppe                                                                   | Villa Lotti, Sommer 2009 mit namensgebender Fontäne. |
| Mietvilla Dr.-Schmincke-Allee 21 | Dr.-Schmincke-Allee 21 (Lage)                          |                           | 1892/93, 1935                         | Gebrüder Ziller, Patitz & Lötzsch (Umbau)                                                     | Mietvilla mit Einfriedung. Eine der vier Villen, die errichtet wurden, um das Rondell Dr.-Schmincke-Allee einzufassen. Bewohner: Clara von Dincklage-Campe         | Mietvilla Dr.-Schmincke-Allee 21, am nordwestlichen Rand des Fontainenplatzes. |
| Villa Dr.-Schmincke-Allee 22 | Dr.-Schmincke-Allee 22 (Lage)                          |                           | 1892                                  | Gebrüder Ziller                                                                               | Villa mit Einfriedung | Villa Dr.-Schmincke-Allee 22 |
| Villa Eduard-Bilz-Straße 28 | Eduard-Bilz-Straße 28 (Lage)                           |                           | 1877/81                               | Gebrüder Ziller                                                                               | Villa mit Loggia, Skulpturen auf Konsolen | Villa Eduard-Bilz-Straße 28 |
| Mietshaus Friedhofstraße 4 | Friedhofstraße 4 (Lage)                                |                           | 1899                                  |                                                                                               | Mietshaus mit Ausmalung im Treppenhaus | Mietshaus Friedhofstraße 4 |
| Siedlung „Eisoldsche Häuser“ | Friedhofstraße 8, Paul-Gerhardt-Straße 2 (Lage)        |                           | 1914/15                               | Kurt Quester und Johann Georg Seifert                                                         | Doppelwohnhaus mit Einfriedung, zusammen mit Paul-Gerhardt-Straße 2, Teil einer Wohnanlage                                                                         | Siedlung „Eisoldsche Häuser“, Friedhofstraße 8, Paul-Gerhardt-Straße 2 |
| Siedlung „Eisoldsche Häuser“ | Friedhofstraße 10/12/14, Paul-Gerhardt-Straße 1 (Lage) |                           | 1913/14                               | Kurt Quester und Johann Georg Seifert                                                         | Wohnhauszeile (zusammen mit Paul-Gerhardt-Straße 1) mit Einfriedung, Teil einer Wohnanlage                                                                         | Siedlung „Eisoldsche Häuser“, Friedhofstraße 10/12/14, Paul-Gerhardt-Straße 1 |
| Landhaus Friedlandstraße 1 | Friedlandstraße 1 (Lage)                               |                           | 1880, 1904–06                         | Gebrüder Ziller, Paul Ziller (Umbau)                                                          | Villa | Landhaus Friedlandstraße 1 |
| Villa Emilie | Friedlandstraße 4 (Lage)                               |                           | 1887                                  | Gebrüder Ziller                                                                               | Villa | Villa Emilie |
| Villa Paul Tzschöckel | Friedlandstraße 7 (Lage)                               |                           | 1911/12                               | Ferdinand Severitt                                                                            | Villa | Villa Paul Tzschöckel |
| Landhaus Friedlandstraße 10 | Friedlandstraße 10 (Lage)                              |                           | 1885, 1927                            | Gebrüder Ziller, Otto Baer (Umbau)                                                            | Mietshaus. Bewohner: Otto Baer | Landhaus Friedlandstraße 10 |
| Albertschlösschen | Gohliser Straße 1 (Lage)                               |                           | 1875/77                               | Gebrüder Ziller (Entwurf), F. W. Eisold (Bau)                                                 | Ehemaliges Gasthaus, dann Fabrikgebäude, mit Turm und Seitengebäude, heute als Stadtarchiv genutzt                                                                 | Albertschlösschen |
| Landhaus Gohliser Straße 2 | Gohliser Straße 2 (Lage)                               |                           | um 1880                               |                                                                                               | Villa mit Einfriedung und Nebengebäude | Landhaus Gohliser Straße 2, 2015 |
| Landhaus Gohliser Straße 2 | Gohliser Straße 2 (Lage)                               | Gohliser Straße 9002      | um 1880                               |                                                                                               | Nebengebäude zur Villa | Landhaus Gohliser Straße 2, Nebengebäude, 2015 |
| Villa Frieda | Gohliser Straße 4 (Lage)                               |                           | um 1875                               |                                                                                               | Villa mit Einfriedung und Nebengebäude | Villa Frieda, 2008 |
| Villa Frieda | Gohliser Straße 4 (Lage)                               | Gohliser Straße 9004      | um 1875                               |                                                                                               | Nebengebäude zur Villa | Villa Frieda, Nebengebäude, 2015 |
| Villa Gohliser Straße 8 | Gohliser Straße 8 (Lage)                               |                           | um 1880                               |                                                                                               | Villa im Stil italienischer Renaissance. Erwähnung im Dehio | Villa Gohliser Straße 8 |
| Villa Gohliser Straße 15 | Gohliser Straße 15 (Lage)                              |                           | um 1890                               |                                                                                               | Mietshaus. Landhausartige Villa | |
| Wohn- und Geschäftshaus Hoflößnitzstraße 2 | Hoflößnitzstraße 2 (Lage)                              |                           | 1889                                  | Gebrüder Ziller                                                                               | Mietshaus mit Laden und Nebengebäude, in Ecklage | Wohn- und Geschäftshaus Hoflößnitzstraße 2 |
| Villa Hoflößnitzstraße 4 | Hoflößnitzstraße 4 (Lage)                              |                           | 1867                                  | Gebrüder Ziller (Aufstockung)                                                                 | Villa mit Nebengebäude, Garten und Einfriedung. Besitzer: Josef Rudolf Lewy-Hoffmann                                                                               | Villa Hoflößnitzstraße 4, Südseite |
| Villa Hoflößnitzstraße 4 | Hoflößnitzstraße 4 (Lage)                              | Hoflößnitzstraße 9004-I   | 1867                                  | Gebrüder Ziller (Aufstockung)                                                                 | Garten zur Villa. Besitzer: Josef Rudolf Lewy-Hoffmann | Villa Hoflößnitzstraße 4, Garten |
| Villa Hoflößnitzstraße 4 | Hoflößnitzstraße 4 (Lage)                              | Hoflößnitzstraße 9004-II  | 1867                                  | Gebrüder Ziller (Aufstockung)                                                                 | Seitenflügel zur Villa. Besitzer: Josef Rudolf Lewy-Hoffmann | Villa Hoflößnitzstraße 4, Seitenflügel |
| Villa Hoflößnitzstraße 4 | Hoflößnitzstraße 4 (Lage)                              | Hoflößnitzstraße 9004-III | 1867                                  | Gebrüder Ziller (Aufstockung)                                                                 | Wintergarten zur Villa. Besitzer: Josef Rudolf Lewy-Hoffmann | Villa Hoflößnitzstraße 4, Wintergarten |
| Villa Hoflößnitzstraße 6 | Hoflößnitzstraße 6 (Lage)                              |                           | 1865–67, 1907                         | Moritz Ziller, Johannes Heinsius (Anbauten)                                                   | Villa | Villa Hoflößnitzstraße 6 |
| Mietshaus Kötzschenbrodaer Straße 17 | Kötzschenbrodaer Straße 17 (Lage)                      |                           | 1901, 1934                            | F. W. Eisold, Max Czopka (Dachausbau)                                                         | Mietshaus | Mietshaus Kötzschenbrodaer Straße 17 |
| Mietshaus Kötzschenbrodaer Straße 19 | Kötzschenbrodaer Straße 19 (Lage)                      |                           | 1898/99                               | Hermann Menzel                                                                                | Mietshaus | Mietshaus Kötzschenbrodaer Straße 19 |
| Wohn- und Geschäftshaus Friedrich Moritz Talkenberg | Kötzschenbrodaer Straße 37 (Lage)                      |                           | 1897/98, 1907                         | Carl Käfer, Johannes Heinsius (Dachausbau)                                                    | Mietshaus mit Laden, in Ecklage | Wohn- und Geschäftshaus Friedrich Moritz Talkenberg |
| Gasthof Serkowitz | Kötzschenbrodaer Straße 39 (Lage)                      |                           | 1337 Ersterwähnung, 1869 Schlussstein |                                                                                               | Gasthof mit Ballsaal. Eines der fünf historischen Brauschenkengüter der Lößnitz                                                                                    | Gasthof Serkowitz, links Altserkowitz |
| Wohnhaus Kötzschenbrodaer Straße 47 | Kötzschenbrodaer Straße 47 (Lage)                      |                           | um 1800                               |                                                                                               | Wohnhaus | Wohnhaus Kötzschenbrodaer Straße 47 |
| Alte Schmiede | Kötzschenbrodaer Straße 50 (Lage)                      |                           | 1814                                  |                                                                                               | Schmiedegebäude, „bemerkenswert das weithin sichtbare Krüppelwalmdach“ des stattlichen Bauernhauses                                                                | Alte Schmiede, links dahinter das Wohnhaus des Gehöfts Bahnsteg 1 |
| Weiberstein, Wettinstein | Kötzschenbrodaer Straße 60 (Lage)                      |                           | 1884                                  |                                                                                               | Gedenkstein | Wettin-Denkstein (Weiberstein) bei Serkowitz, an der Straße nach Kötzschenbroda |
| Mietshaus Max Klotzsche | Maxim-Gorki-Straße 1 (Lage)                            |                           | 1900–02                               |                                                                                               | Mietshaus | Mietshaus Max Klotzsche |
| Wohn- und Geschäftshaus Carl Friedrich Klippstein | Meißner Straße 112 (Lage)                              |                           | 1896                                  | Carl Käfer                                                                                    | Mietshaus mit Läden, in Ecklage | Wohn- und Geschäftshaus Carl Friedrich Klippstein |
| Wohn- und Geschäftshaus Ludwig Kühnel | Meißner Straße 114 (Lage)                              |                           | 1893                                  |                                                                                               | Mietshaus mit Laden im Erdgeschoss | Wohn- und Geschäftshaus Ludwig Kühnel |
| Mietvilla Johannes Eisold | Meißner Straße 143 (Lage)                              |                           | 1911                                  | Johannes Eisold                                                                               | Mietvilla mit Einfriedung. Besitzer: Johannes Eisold | Mietvilla Johannes Eisold |
| Gasthof „Weißes Roß“ | Meißner Straße 148 (Lage)                              |                           | 1786 oder 1788/1789                   |                                                                                               | Gasthaus mit Stallungen und Nebengebäude, in Ecklage | Gasthof "Weißes Roß", 2007. Links im Hintergrund der Haltepunkt. Auf der Straße ist die Überkreuzung von Schmalspurbahn (Lößnitzgrundbahn) und Straßenbahn (ehem. Lößnitzbahn) zu sehen. |
| Gasthof „Weißes Roß“ | Meißner Straße 148 (Lage)                              | Meißner Straße 9148-I     | 1786 oder 1788/1789                   |                                                                                               | Gasthaus mit Stallungen und Nebengebäude, in Ecklage | Gasthof „Weißes Roß“ |
| Gasthof „Weißes Roß“ | Meißner Straße 148 (Lage)                              | Meißner Straße 9148-II    | 1786 oder 1788/1789                   |                                                                                               | Gasthaus mit Stallungen und Nebengebäude, in Ecklage (Saalanbau zum Gasthof „Weißes Roß“)                                                                          | Gasthof „Weißes Roß“ |
| Gasthof „Weißes Roß“ | Meißner Straße 148 (Lage)                              | Meißner Straße 9148-III   | 1786 oder 1788/1789                   |                                                                                               | Gasthaus mit Stallungen und Nebengebäude, in Ecklage (Wirtschaftsflügel zum Gasthof „Weißes Roß“)                                                                  | Gasthof „Weißes Roß“ |
| Gasthof „Weißes Roß“ | Meißner Straße 148 (Lage)                              | Meißner Straße 9148-IV    | 1786 oder 1788/1789                   |                                                                                               | Gasthaus mit Stallungen und Nebengebäude, in Ecklage (Vorbau zum Gasthof „Weißes Roß“)                                                                             | Gasthof „Weißes Roß“ |
| Villa Mozartstraße 1 | Mozartstraße 1 (Lage)                                  |                           | 1900/01, 1925                         | Carl Käfer, Heinrich Georg Ullrich (Umbau)                                                    | Villa | Villa Mozartstraße 1 |
| Landhaus Mozartstraße 2 | Mozartstraße 2 (Lage)                                  |                           | 1926/27                               | F. W. Eisold                                                                                  | Villa mit Einfriedung | Landhaus Mozartstraße 2 |
| Villa Mozartstraße 3 | Mozartstraße 3 (Lage)                                  |                           | 1903                                  | Carl Käfer, Heinrich Georg Ullrich (Umbau)                                                    | Mietvilla | Villa Mozartstraße 3 |
| Landhaus Bernhard Kraetzner | Mozartstraße 6 (Lage)                                  |                           | 1910                                  | Gebrüder Ziller (Entwurf Max Steinmetz)                                                       | Villa. Radebeuler Bauherrenpreis 2003 | Landhaus Bernhard Kraetzner |
| Villa Mozartstraße 7 | Mozartstraße 7 (Lage)                                  |                           | 1907/08                               | Johannes Heinsius                                                                             | Villa | Villa Mozartstraße 7 |
| Einfamilienhaus Edna Fromm | Mozartstraße 8 (Lage)                                  |                           | 1930/31                               | Johannes Eisold                                                                               | Villa mit Einfriedung | Einfamilienhaus Edna Fromm |
| Landhaus Johannes Prüm | Mozartstraße 11 (Lage)                                 |                           | 1913/14                               | Fritz Heusinger (Entwurf), Alwin Höhne (Bau)                                                  | Mietvilla mit Einfriedung | Landhaus Johannes Prüm |
| Landhaus Joseph Kostlan | Nizzastraße 19 (Lage)                                  |                           | 1925–27                               | Max Herrmann (Entwurf), Alwin Höhne (Bau)                                                     | Villa mit Einfriedung | Landhaus Joseph Kostlan |
| Fünffamilienhaus Pauline von Gundlach | Nizzastraße 24 (Lage)                                  |                           | 1934                                  | Erhard Engler                                                                                 | Wohnhaus mit Einfriedung. Entspricht Vierfamilienhaus Wilhelm Lax, Riesestraße 2                                                                                   | Fünffamilienhaus Pauline von Gundlach |
| Villa Nizzastraße 30 | Nizzastraße 30 (Lage)                                  |                           | 1891/92                               | Gebrüder Ziller                                                                               | Villa | Mietvilla Nizzastraße 30 |
| Siedlung „Eisoldsche Häuser“ | Paul-Gerhardt-Straße 1, Friedhofstraße 10/12/14 (Lage) |                           | 1913/14                               | Kurt Quester und Johann Georg Seifert                                                         | Wohnhauszeile mit Einfriedung (zusammen mit Friedhofstraße 10–14), Teil einer Wohnanlage                                                                           | Siedlung „Eisoldsche Häuser“, Friedhofstraße 10/12/14, Paul-Gerhardt-Straße 1 |
| Siedlung „Eisoldsche Häuser“ | Paul-Gerhardt-Straße 2, Friedhofstraße 8 (Lage)        |                           | 1914/15                               | Kurt Quester und Johann Georg Seifert                                                         | Doppelwohnhaus (zusammen mit Friedhofstraße 8), Teil einer Wohnanlage                                                                                              | Siedlung „Eisoldsche Häuser“, Friedhofstraße 8, Paul-Gerhardt-Straße 2 |
| Siedlung „Eisoldsche Häuser“ | Paul-Gerhardt-Straße 4/6/8 (Lage)                      |                           | 1919/20                               | Kurt Quester und Johann Georg Seifert                                                         | Wohnhauszeile mit Einfriedung und Hecke, Teil einer Wohnanlage | Siedlung „Eisoldsche Häuser“, Paul-Gerhardt-Straße 4/6/8 |
| Siedlung „Eisoldsche Häuser“ | Paul-Gerhardt-Straße 10, Wasastraße 12 (Lage)          |                           | 1912/13                               | Kurt Quester und Johann Georg Seifert                                                         | Doppelwohnhaus mit Einfriedung (zusammen mit Wasastraße 12), Teil einer Wohnanlage                                                                                 | Siedlung „Eisoldsche Häuser“, Wasastraße 12, Paul-Gerhardt-Straße 10 |
| Siedlung „Eisoldsche Häuser“ | Paul-Gerhardt-Straße 13, Wasastraße 6/8/10 (Lage)      |                           | 1912–14                               | Kurt Quester und Johann Georg Seifert                                                         | Wohnhauszeile mit Einfriedung und Tor (zusammen mit Wasastraße 6–10), Teil einer Wohnanlage                                                                        | Siedlung „Eisoldsche Häuser“, Wasastraße 6/8/10, Paul-Gerhardt-Straße 13 |
| Villa Pestalozzistraße 18 | Pestalozzistraße 18 (Lage)                             |                           | um 1890                               |                                                                                               | Villa mit Einfriedung | Villa Pestalozzistraße 18 |
| Villa Pestalozzistraße 39 | Pestalozzistraße 39 (Lage)                             |                           | 1879/81                               | Gebrüder Ziller (Entwurf), F. W. Eisold (Bau)                                                 | Villenartiges Wohnhaus | Villa Pestalozzistraße 39 |
| Villa Pestalozzistraße 45 | Pestalozzistraße 45 (Lage)                             |                           | 1895                                  | F. W. Eisold                                                                                  | Villa | Villa Pestalozzistraße 45 |
| Villa Pestalozzistraße 47 | Pestalozzistraße 47 (Lage)                             |                           | 1890                                  | F. W. Eisold, Wilhelm Eisold (Entwurf)                                                        | Villa | Villa Pestalozzistraße 47 |
| Zweifamilienhaus Mehring | Richard-Wagner-Straße 11 (Lage)                        |                           | 1932/33                               | Rudolf Zacek                                                                                  | Villa mit Pergola, Hintergebäude und Garten | Zweifamilienhaus Mehring |
| Villa Ernst Meißner | Richard-Wagner-Straße 13 (Lage)                        |                           | 1892–94, 1897                         | Friedrich Ernst Meißner                                                                       | Villa mit Einfriedung | Villa Friedrich Ernst Meißner |
| Kleinkinderbewahranstalt der Parochie Radebeul, Evangelische Kindertagesstätte mit Integration und Montessoripädagogik                                      | Riesestraße 3 (Lage)                                   |                           | 1897/98                               | Carl Käfer, Gustav Röder (Veränderungen)                                                      | 1897 Ersatzbau für die aufgegebene Anstalt in der Querstraße. Mietshaus, heute Kindertagesstätte                                                                   | Riesestraße 3 |
| Villa W. B. Nettelbeck | Roseggerstraße 1a (Lage)                               |                           | 1904–07                               | F. W. Eisold, Wilhelm Eisold (Entwurf)                                                        | Mietvilla mit Einfriedung | Villa W. B. Nettelbeck |
| Mehrfamilienhaus Roseggerstraße 2 | Roseggerstraße 2 (Lage)                                |                           | 1936/37                               | F. W. Eisold, Rudolf Eisold (Entwurf)                                                         | Villa mit Einfriedung | Mehrfamilienhaus Roseggerstraße 2 |
| Haus Gertrud | Roseggerstraße 3 (Lage)                                |                           | 1907/08                               | Oskar Menzel (Entwurf), F. W. Eisold (Bau)                                                    | Villa mit Einfriedung | Haus Gertrud |
| Landhaus Roseggerstraße 4 | Roseggerstraße 4 (Lage)                                |                           | 1903–07                               | Oskar Menzel (Entwurf), F. W. Eisold (Bau)                                                    | Villa mit Einfriedung | Landhaus Roseggerstraße 4 |
| Villa Roseggerstraße 5 | Roseggerstraße 5 (Lage)                                |                           | 1908/09                               | Oskar Menzel (Entwurf), F. W. Eisold (Bau)                                                    | Mietvilla mit Einfriedung | Villa Roseggerstraße 5 |
| Mietvilla Roseggerstraße 8 | Roseggerstraße 8 (Lage)                                |                           | 1903/04                               | Oskar Menzel (Entwurf), F. W. Eisold (Bau)                                                    | Mietvilla mit Einfriedung | Villa Roseggerstraße 8 |
| Nebengebäude Roseggerstraße 12 | Roseggerstraße 12 (Lage)                               |                           | 1912                                  | F. W. Eisold                                                                                  | Nebengebäude zur Villa Weintraubenstraße 9 | Nebengebäude Roseggerstraße 12 |
| Villa Rosenstraße 3 | Rosenstraße 3 (Lage)                                   |                           | 1894–98                               | Gebrüder Ziller                                                                               | Villa | |
| Villa Rosenstraße 9 | Rosenstraße 9 (Lage)                                   |                           | 1900/01                               | Gebrüder Ziller                                                                               | Mietvilla | Villa Rosenstraße 9 |
| Landhaus Max Steinmetz | Rosenstraße 11 (Lage)                                  |                           | 1907                                  | Gebrüder Ziller (Entwurf Max Steinmetz)                                                       | Mietshaus. Bewohner: Max Steinmetz | Landhaus Max Steinmetz |
| Villa Rosenstraße 15 | Rosenstraße 15 (Lage)                                  |                           | 1907/08                               | Johannes Heinsius (Entwurf), Paul Becher (Bau)                                                | Villa | |
| Villa Rosenstraße 16 | Rosenstraße 16 (Lage)                                  |                           | 1899/1900, 1933–35                    | Gebrüder Ziller, Max Czopka (Veranda)                                                         | Villa | |
| Villa Rosenstraße 17 | Rosenstraße 17 (Lage)                                  |                           | 1906/07, 1947                         | Johannes Heinsius, Max Czopka (Ausbau)                                                        | Villa | Villa Rosenstraße 17 |
| Villa Rosenstraße 18 | Rosenstraße 18 (Lage)                                  |                           | 1904/05                               | Gebrüder Ziller (Entwurf Max Steinmetz)                                                       | Mietvilla. Bewohnerin: Alice Sommer | Villa Rosenstraße 18 |
| Mietshaus Rosenstraße 24 | Rosenstraße 24 (Lage)                                  |                           | 1902                                  | Paul Becher                                                                                   | Mietshaus | Mietshaus Rosenstraße 24 |
| Mietshaus Ludwig August Albert Stock | Schumannstraße 21 (Lage)                               |                           | 1895/96                               | Gebrüder Ziller                                                                               | Mietshaus | Mietshaus Ludwig August Albert Stock |
| Mietshaus Schumannstraße 24 | Schumannstraße 24 (Lage)                               |                           | 1901/03                               | Gebrüder Ziller (Entwurf Max Steinmetz)                                                       | Mietshaus mit Einfriedung | Mietshaus Schumannstraße 24 |
| Siedlung „Eisoldsche Häuser“ | Serkowitzer Straße 35/35a–e (Lage)                     |                           | 1912/13, 1920                         | Kurt Quester und Johann Georg Seifert                                                         | Wohnhauszeile, Teil einer Wohnanlage (Nr. 35 erst 1920) | Siedlung „Eisoldsche Häuser“, Serkowitzer Straße 35/35e |
| Siedlung „Eisoldsche Häuser“ | Serkowitzer Straße 37/37a (Lage)                       |                           | 1927                                  | Max Czopka (Entwurf), F. W. Eisold (Bau)                                                      | Doppelwohnhaus, Teil einer Wohnanlage | Siedlung „Eisoldsche Häuser“, Serkowitzer Straße 37/37a |
| Bauernhof Serkowitzer Straße 45 | Serkowitzer Straße 45 (Lage)                           |                           | Mitte 18. Jh. oder 19. Jh.            |                                                                                               | Wohnhaus, Auszugshaus und Stall eines Bauernhofs | Bauernhof Serkowitzer Straße 45 |
| Doppelmietshaus Serkowitzer Straße 47/47a | Serkowitzer Straße 47/47a (Lage)                       |                           | um 1910                               |                                                                                               | Doppelmietshaus mit Nebengebäude | Doppelmietshaus Serkowitzer Straße 47/47a |
| Dreiseithof Serkowitzer Straße 50 | Serkowitzer Straße 50 (Lage)                           |                           | 1796                                  |                                                                                               | Wohnhaus, Auszugshaus und Scheune eines Bauernhofs | Dreiseithof Serkowitzer Straße 50 |
| Mietvilla Emil Mütze | Serkowitzer Straße 54 (Lage)                           |                           | 1893                                  |                                                                                               | Mietvilla | Mietvilla Emil Mütze |
| Bauernhaus Serkowitzer Straße 72 | Serkowitzer Straße 72 (Lage)                           |                           | Ende 18. Jh.                          |                                                                                               | Wohnhaus | Bauernhaus Serkowitzer Straße 72 |
| Landhaus Arelis van Egmond | Steinbachstraße 7 (Lage)                               |                           | 1923/25                               | Alfred Tischer (Entwurf), Johannes Eisold (Bau)                                               | Mietshaus | |
| Landhaus Steinbachstraße 11 | Steinbachstraße 11 (Lage)                              |                           | 1912/16                               | F. W. Eisold                                                                                  | Mietvilla | Landhaus Steinbachstraße 11 |
| Landhaus Steinbachstraße 16 | Steinbachstraße 16 (Lage)                              |                           | 1910/12                               | F. W. Eisold, Heino Otto (Entwurf)                                                            | Villa mit Einfriedung | Landhaus Steinbachstraße 16 |
| Villa Steinbachstraße 18 | Steinbachstraße 18 (Lage)                              |                           | 1909/10                               | F. W. Eisold                                                                                  | Mietvilla mit Einfriedung | Landhaus Steinbachstraße 18 |
| Steinbachhaus, Haus 1 des Lößnitzgymnasiums, Realschule mit Progymnasium in der Lößnitz, Hans-Schemm-Schule, Schule des Heimkombinats „Freies Griechenland“ | Steinbachstraße 21 (Lage)                              |                           | 1906/07                               | F. W. Eisold, J. Arthur Bohlig (Entwurf), F. A. Bernhard Große, Alfred Große, Gebrüder Ziller | Schule mit Turnhalle, ab 1955 Hauptsitz und Übungsschule des Instituts für Lehrerbildung „Edwin Hoernle“                                                           | Front des Steinbachhauses an der Steinbachstraße |
| Alte Schule Serkowitz | Straße des Friedens 35 (Lage)                          |                           | 1874/75                               | Gebrüder Ziller                                                                               | Ehemaliges Schulgebäude mit Einfriedung, seit 1905 privates Wohnhaus                                                                                               | Alte Schule Serkowitz |
| Wohnhaus Franz Haftung | Straße des Friedens 53 (Lage)                          |                           | 1923/24                               | Alfred Tischer                                                                                | Wohnhaus mit Einfriedung | Wohnhaus Franz Haftung |
| Villa Hermann Metzke | Straße des Friedens 55 (Lage)                          |                           | 1912, 1926                            | F. W. Eisold, J. Arthur Bohlig (Entwurf), Max Czopka (Anbau)                                  | Mietvilla mit Einfriedung | Villa Hermann Metzke |
| Landhaus Donat Georg Jarschel | Straße des Friedens 56 (Lage)                          |                           | 1925                                  | F. W. Eisold                                                                                  | Villa | Landhaus Donat Georg Jarschel |
| Villa Carl Burk | Straße des Friedens 57 (Lage)                          |                           | 1902/05, 1932/33                      | F. W. Eisold, Max Czopka (Umbau Mietvilla)                                                    | Mietvilla mit Einfriedung | Villa Carl Burk |
| Gewerbe- und Handelsschule der Lößnitzortschaften, Berufliches Schulzentrum Radebeul                                                                        | Straße des Friedens 58 (Lage)                          |                           | 1921/22, 1929                         | Gebrüder Kießling (Entwurf), Alwin Höhne (Bau), Johannes Eisold (Anbau)                       | Berufsschule, Schulgebäude | Berufliches Schulzentrum Radebeul |
| Villa Straße des Friedens 59 | Straße des Friedens 59 (Lage)                          |                           | 1902/04                               | F. W. Eisold                                                                                  | Mietvilla mit Einfriedung | Villa Straße des Friedens 59 |
| Apotheke „Weißes Roß“ | Straße des Friedens 60 (Lage)                          |                           | 1912                                  | Oskar Menzel                                                                                  | Apotheke Weißes Roß, Wohn- und Geschäftshaus, Apotheke im Erdgeschoss                                                                                              | Apotheke Weißes Roß |
| Siedlung „Eisoldsche Häuser“ | Wasastraße 6 (Lage)                                    |                           | 1927                                  | Max Czopka (Entwurf), Hörnig & Barth (Bau)                                                    | Kopfbau einer Wohnhauszeile mit Einfriedung und Tor, zusammen mit Wasastraße 8/10, Paul-Gerhardt-Straße 13 Teil einer Wohnanlage                                   | Siedlung „Eisoldsche Häuser“, Wasastraße 6/8/10, Paul-Gerhardt-Straße 13 |
| Siedlung „Eisoldsche Häuser“ | Wasastraße 8/10, Paul-Gerhardt-Straße 13 (Lage)        |                           | 1912–14                               | Kurt Quester und Johann Georg Seifert                                                         | Wohnhauszeile mit Einfriedung und Tor, zusammen mit Wasastraße 6, Paul-Gerhardt-Straße 13 Teil einer Wohnanlage                                                    | Siedlung „Eisoldsche Häuser“, Wasastraße 6/8/10, Paul-Gerhardt-Straße 13 |
| Siedlung „Eisoldsche Häuser“ | Wasastraße 9, Weststraße 1 (Lage)                      |                           | 1928                                  | Richard Martin (Entwurf), Johannes Eisold (Bau)                                               | Doppelwohnhaus, zusammen mit Weststraße 1 Teil einer Wohnanlage | Siedlung „Eisoldsche Häuser“, Wasastraße 9, Weststraße 1 |
| Mietshaus Karl Franz Förster | Wasastraße 11 (Lage)                                   |                           | 1900                                  |                                                                                               | Mietshaus, ehemals mit Laden | Mietshaus Karl Franz Förster |
| Siedlung „Eisoldsche Häuser“ | Wasastraße 12, Paul-Gerhardt-Straße 10 (Lage)          |                           | 1912/13                               | Kurt Quester und Johann Georg Seifert                                                         | Doppelwohnhaus mit Einfriedung, zusammen mit Paul-Gerhardt-Straße 10 Teil einer Wohnanlage                                                                         | Siedlung „Eisoldsche Häuser“, Wasastraße 12, Paul-Gerhardt-Straße 10 |
| Mehrfamilienhaus Franz Schuster | Wasastraße 20 (Lage)                                   |                           | 1934                                  | Patitz & Lötzsch                                                                              | Wohnhaus mit Anbau und Einfriedung sowie Inschrift „Grabmal und Baukunst Bildhauer Franz Schuster“                                                                 | Mehrfamilienhaus Franz Schuster |
| Rosegger-Schule, Mittelschule Radebeul-Mitte | Wasastraße 21 (Lage)                                   |                           | 1901                                  | Otto Foerster                                                                                 | Schule mit Turnhalle um 1901, Turnhalle von 1910 | Roseggerhaus |
| Mietshaus Hermann Röhr | Wasastraße 32 (Lage)                                   |                           | 1900                                  |                                                                                               | Mietshaus | Mietshaus Hermann Röhr |
| Mietvilla Johann Gottfried Böthgen | Wasastraße 38 (Lage)                                   |                           | 1902/03                               | Oskar Menzel                                                                                  | Mietvilla. Bewohner: Max Brösel | Mietvilla Johann Gottfried Böthgen |
| Mietvilla Friedrich Hermann Seiler | Wasastraße 45 (Lage)                                   |                           | 1897                                  |                                                                                               | Mietvilla | Mietvilla Friedrich Hermann Seiler |
| Mietvilla Wasastraße 46 | Wasastraße 46 (Lage)                                   |                           | 1899                                  |                                                                                               | Mietvilla | Mietvilla Wasastraße 46 |
| Villa Ernst Berthold | Wasastraße 49 (Lage)                                   |                           | 1896/03                               | Gebrüder Ziller                                                                               | Mietvilla mit Einfriedung, in Ecklage | Villa Ernst Berthold |
| Landhaus Paul Michael | Wasastraße 55 (Lage)                                   |                           | 1903/04                               | Gebrüder Ziller (Entwurf Max Steinmetz)                                                       | Villa | Landhaus Paul Michael |
| Mietvilla Wasastraße 59 | Wasastraße 59 (Lage)                                   |                           | 1899/1900                             | Gebrüder Ziller                                                                               | Villa | Mietvilla Wasastraße 59 |
| Landhaus Wasastraße 64 | Wasastraße 64 (Lage)                                   |                           | 1903/04                               | Gebrüder Ziller (Entwurf Max Steinmetz)                                                       | Villa | Landhaus Wasastraße 64 |
| Mietvilla Wasastraße 67 | Wasastraße 67 (Lage)                                   |                           | 1900/01                               | Gebrüder Ziller                                                                               | Mietvilla | Mietvilla Wasastraße 67 |
| Mietvilla Wasastraße 68 | Wasastraße 68 (Lage)                                   |                           | 1898–1900                             | Gebrüder Ziller                                                                               | Mietvilla | Mietvilla Wasastraße 68 |
| Landhaus Weintraubenstraße 3 | Weintraubenstraße 3 (Lage)                             |                           | 1905                                  | F. W. Eisold                                                                                  | Mietvilla und Einfriedung | Landhaus Weintraubenstraße 3 |
| Mietvilla Weintraubenstraße 4 | Weintraubenstraße 4 (Lage)                             |                           | 1903/04, 1912                         |                                                                                               | Mietvilla mit Einfriedung | Mietvilla Weintraubenstraße 4 |
| Landhaus Weintraubenstraße 5 | Weintraubenstraße 5 (Lage)                             |                           | 1912/13                               | Oskar Menzel (Entwurf), F. W. Eisold (Bau)                                                    | Villa mit Einfriedung | Landhaus Weintraubenstraße 5 |
| Mietvilla Weintraubenstraße 6 | Weintraubenstraße 6 (Lage)                             |                           | 1901/02                               |                                                                                               | Mietvilla. Eigentümer: Ludwig von Lossow | Mietvilla Weintraubenstraße 6 |
| Landhaus Max Schneider | Weintraubenstraße 7 (Lage)                             |                           | 1918–20                               | Luther & Scholz                                                                               | Mietvilla mit Teilen der Einfriedung? | Landhaus Max Schneider |
| Landhaus Weintraubenstraße 9 | Weintraubenstraße 9 (Lage)                             |                           | 1912                                  | F. W. Eisold                                                                                  | Villa mit Einfriedung, das Nebengebäude heute unter der Adresse Roseggerstraße 12                                                                                  | Landhaus Weintraubenstraße 9 |
| Siedlung „Eisoldsche Häuser“ | Weststraße 1, Wasastraße 9 (Lage)                      |                           | 1928                                  | Richard Martin (Entwurf), Johannes Eisold (Bau)                                               | Doppelwohnhaus, zusammen mit Wasastraße 9 Teil einer Wohnanlage | Siedlung „Eisoldsche Häuser“, Wasastraße 9, Weststraße 1 |

## Liste ehemaliger/abgegangener Bau-/Kulturdenkmale
| Name, Bezeichnung                       | Adresse, Koordinaten                                 | Datum                        | Baumeister, Architekten             | Denkmalumfang, Bemerkung | Bild                                                                      |
| --------------------------------------- | ---------------------------------------------------- | ---------------------------- | ----------------------------------- | --- | ------------------------------------------------------------------------- |
| „Dr.-Schmincke-Allee 7“                 | Dr.-Schmincke-Allee 7 (Lage)                         |                              |                                     | Denkmalschutz zu DDR-Zeiten nach der Wende aufgehoben. Ludwig Haller-Rechtern                                                                                              | Haus Dr.-Schmincke-Allee 7                                                |
| „Dr.-Schmincke-Allee 12“                | Dr.-Schmincke-Allee 12 (Lage)                        |                              |                                     | Denkmalschutz zu DDR-Zeiten nach der Wende aufgehoben. | Haus Dr.-Schmincke-Allee 12                                               |
| „Dr.-Schmincke-Allee 14“                | Dr.-Schmincke-Allee 14 (Lage)                        |                              |                                     | Denkmalschutz zu DDR-Zeiten nach der Wende aufgehoben. | Haus Dr.-Schmincke-Allee 14                                               |
| „Dr.-Schmincke-Allee 15“                | Dr.-Schmincke-Allee 15 (Lage)                        |                              |                                     | Denkmalschutz zu DDR-Zeiten nach der Wende aufgehoben. | Haus Dr.-Schmincke-Allee 15                                               |
| „Dr.-Schmincke-Allee 17“                | Dr.-Schmincke-Allee 17 (Lage)                        | um 1892                      | Gebrüder Ziller                     | Denkmalschutz zu DDR-Zeiten nach der Wende aufgehoben. | Villa Dr.-Schmincke-Allee 17                                              |
| „Dr.-Schmincke-Allee 18“                | Dr.-Schmincke-Allee 18 (Lage)                        | um 1890                      |                                     | Denkmalschutz zu DDR-Zeiten nach der Wende aufgehoben. | Südost: Nr. 18 (Villa Lotti)                                              |
| Villa Minni                             | Dr.-Schmincke-Allee 20 (Lage)                        | 1890                         | F. W. Eisold                        | Denkmalschutz wurde nach 2012 aufgehoben. Villa mit Gartenhaus und Einfriedung. Eine der vier Villen, die errichtet wurden, um das Rondell Dr.-Schmincke-Allee einzufassen | Villa Dr.-Schmincke-Allee 20, am nordöstlichen Rand des Fontainenplatzes. |
| Villa Dr.-Schmincke-Allee 23            | Dr.-Schmincke-Allee 23 (Lage)                        | 1891, 1930                   | Gebrüder Ziller, Max Czopka (Umbau) | Denkmalschutz wurde nach 2012 aufgehoben. Villa mit Einfriedung | Villa Dr.-Schmincke-Allee 23                                              |
| „Dr.-Schmincke-Allee 24“                | Dr.-Schmincke-Allee 24 (Lage)                        |                              |                                     | Denkmalschutz zu DDR-Zeiten nach der Wende aufgehoben. | Haus Dr.-Schmincke-Allee 24                                               |
| „Dr.-Schmincke-Allee 25“                | Dr.-Schmincke-Allee 25 (Lage)                        |                              |                                     | Denkmalschutz zu DDR-Zeiten nach der Wende aufgehoben. | Haus Dr.-Schmincke-Allee 25                                               |
| „Dr.-Schmincke-Allee 26“                | Dr.-Schmincke-Allee 26 (Lage)                        |                              |                                     | Denkmalschutz zu DDR-Zeiten nach der Wende aufgehoben. | Haus Dr.-Schmincke-Allee 26                                               |
| „Dr.-Schmincke-Allee 27“                | Dr.-Schmincke-Allee 27 (Lage)                        | um 1890                      | Gebrüder Ziller                     | Denkmalschutz zu DDR-Zeiten nach der Wende aufgehoben. | Mietvilla Dr.-Schmincke-Allee 27                                          |
| „Alte Schmiede“                         | Kötzschenbrodaer Straße 41 (Lage)                    | 1877 Wiederaufbau            |                                     | Denkmalschutz zu DDR-Zeiten nach der Wende aufgehoben. Diese „Alte Schmiede“ (Nr. 41) ist eine jüngere „Alte Schmiede“ als Nr. 50 gegenüber.                               | Kötzschenbrodaer Straße 41                                                |
| Villa Meißner Straße 121                | Meißner Straße 121 (Lage)                            | um 1860, 1886                | Gebrüder Ziller (Anbau)             | 2014 abgebrochen. Wohnhaus mit Nebengebäude (Meißner Straße 9121) und Einfriedung                                                                                          | Villa Meißner Straße 121                                                  |
| Villa Meißner Straße 121                | Meißner Straße 121 (Lage)                            | um 1860, 1886                | Gebrüder Ziller (Anbau)             | 2014 abgebrochen. Wohnhaus mit Nebengebäude (Meißner Straße 9121) und Einfriedung                                                                                          | Villa Meißner Straße 121: Nebengebäude                                    |
| „Wilhelm-Pieck-Straße 123“ Villa Arnold | Meißner Straße 123 (Wilhelm-Pieck-Straße 123) (Lage) |                              |                                     | Denkmalschutz zu DDR-Zeiten nach der Wende aufgehoben. | Villa Meißner Straße 123                                                  |
| Haus Thieme                             | Nizzastraße 69 (Lage)                                | 1714, 1740, 1767, 1879, 1914 |                                     | Denkmalschutz (1953–2003) wurde aufgehoben. Herrenhaus, in der Lößnitz architektonisch einzigartig. Besitzer: Kammermeister Segnitz                                        | Haus Thieme                                                               |

## Anmerkung
1. ↑  Diese Liste entspricht möglicherweise nicht dem aktuellen Stand der offiziellen Denkmalliste. Diese kann über die zuständigen Behörden eingesehen werden. Daher garantiert das Vorhandensein oder Fehlen eines Bauwerks oder Ensembles in dieser Liste nicht, dass es zum gegenwärtigen Zeitpunkt ein eingetragenes Denkmal ist oder nicht. Eine verbindliche Auskunft erteilt das Landesamt für Denkmalpflege Sachsen oder die Untere Denkmalbehörde.